# Belgrave (Leicester)

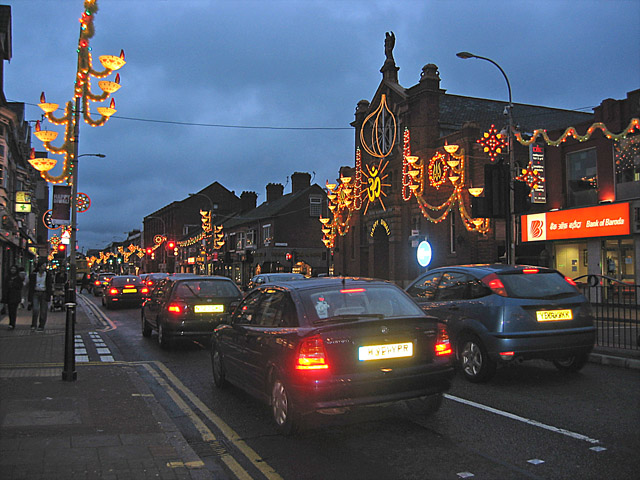
Diwali-Beleuchtung in Belgrave

Belgrave ist ein Stadtteil und Wahlbezirk (electoral ward) der Stadt Leicester in England, Vereinigtes Königreich.

## Lage
Belgrave liegt etwa zwei Kilometer nördlich des Stadtzentrums von Leicester, zu beiden Seiten der Loughborough Road, begrenzt im Westen vom Ufer des Soar und im Osten von der Melton Road. Über die Thurcaston Road Bridge ist jenseits des Soar der Stadtteil Abbey erreichbar.

## Geschichte
Die Ersterwähnung des Ortes fällt in einer Urkunde Wilhelms des Eroberers aus dem Jahr 1081, in der er mehrere Schenkungen an die Abtei Saint-Évroult in der Normandie bestätigt, darunter die Schenkung der Kirche von Belgrave durch dessen Gutsherren  Hugo von Grandmesnil († 1098, Familie Grandmesnil). Sie ist von dem Mönch Ordericus Vitalis in seine Kirchengeschichte transkribiert wurden. Dieser Urkunde ist außerdem zu entnehmen das Belgrave (schöner Graben) ursprünglich Merdegrave (Dunggraben) geheißen hat (Merthegrave, quæ nunc alio nomine Belegrava dicitur), wie er noch in dem 1086 zusammengestellten Domesday Book erscheint.
Im 12. Jahrhundert gehörte Belgrave zu den Besitzungen der Grafen von Leicester aus der Familie Beaumont. Die haben noch zur Herrscherzeit König Heinrichs II. das Gut an einen Gefolgsmann als Lehen vergeben, von dem eine Familie des niederen, untitulierten Landadels (Gentry) abstammte, die bis in das 17. Jahrhundert existierte. Ihr letzter Vertreter Sir George Belgrave of Belgrave († 1630) amtierte als Sheriff von Leicestershire.
1892 ist Belgrave in die City of Leicester eingemeindet worden.

## Sehenswürdigkeiten
Das Herrenhaus Belgrave Hall ist zu Beginn des 18. Jahrhunderts von einem der Erben der alten Gutsbesitzerfamilie errichtet wurden. Hier hatte unter anderem im 19. Jahrhundert der Geschäftsmann und Parlamentsabgeordnete John Ellis († 1862) gelebt. 1936 hat die Stadtverwaltung von Leicester das Anwesen gekauft und es zu einem Museum umfunktioniert.
Gleich neben dem Herrenhaus befindet sich die mittelalterliche Pfarrkirche St. Peters.

## Im Roman
Die literarische Figur Laurence de Belgrave ist eine wiederkehrende Protagonistin in den historischen Romanen des deutschen Autors Peter Berling. In Die Ketzerin (2000) ist sie die Hauptfigur. Sie und ihre Familie werden als normannische Vasallen des Simon de Montfort, Graf von Leicester († 1218), beschrieben. Der Ort spielt in den Romanen allerdings keinerlei Rolle.